# San Román de Sanabria
San Román de Sanabria es una localidad española del municipio de Cobreros, en la provincia de Zamora y la comunidad autónoma de Castilla y León.

## Localización
Se encuentra ubicado en la comarca de Sanabria, al noroeste de la provincia. Pertenece al municipio de Cobreros, junto con las localidades de: Avedillo de Sanabria, Barrio de Lomba, Castro de Sanabria, Cobreros, Limianos de Sanabria, Quintana de Sanabria, Riego de Lomba, San Martín del Terroso, San Miguel de Lomba, Santa Colomba de Sanabria, Sotillo de Sanabria y Terroso.
San Román se encuentra situado en pleno parque natural del Lago de Sanabria, el mayor lago de origen glaciar de España, además de un espacio natural protegido de gran atractivo turístico.
En sus alrededores se encuentran las localidades de: Barrio de Lomba, Cobreros, Limianos de Sanabria, Quintana de Sanabria y Sotillo de Sanabria. San Román de Sanabria se encuentra a 90 kilómetros de Zamora y a 955 metros de altitud (m s. n. m.).

## Historia
Durante la Edad Media San Román de Sanabria quedó integrado en el Reino de León, cuyos monarcas habrían acometido la repoblación de la localidad dentro del proceso repoblador llevado a cabo en Sanabria. Tras la independencia de Portugal del reino leonés en 1143 la localidad habría sufrido por su situación geográfica los conflictos entre los reinos leonés y portugués por el control de la frontera, quedando estabilizada la situación a inicios del siglo XIII.
Posteriormente, en la Edad Moderna, San Román fue una de las localidades que se integraron en la provincia de las Tierras del Conde de Benavente y dentro de esta en la receptoría de Sanabria. No obstante, al reestructurarse las provincias y crearse las actuales en 1833, la localidad pasó a formar parte de la provincia de Zamora, dentro de la Región Leonesa, quedando integrado en 1834 en el partido judicial de Puebla de Sanabria.
Finalmente, en torno a 1850, el antiguo municipio de San Román de Sanabria se integró en el de Cobreros.

## Fauna y flora
Su fauna es rica, abundando más el jabalí y el corzo. En lo que respecta a las aves destacan la urraca, el halcón, el gavilán y el búho. En lo que respecta al ganado, hay que destacar la vaca sanabresa, los corderos y las cabras.
Entre su vegetación arborícola destacan el roble (carballo), el castaño (castañal o castañeiro), el nogal (nogal o ñogal), el manzano (manzanal o manzaneira) y la guindalera (guindal). Entre los arbustos destacan varias especies de retama blanca, amarilla, espinoa y pseudopilosa(llamadas escobas). También hay una gran variedad de plantas herbáceas, como la dedalera, orégano (ouriégano), la ortiga y la menta. Abundan las setas y hongos, entre las que destaca el cucurril.

## Rutas
San Román de Sanabria dispone de varias rutas, que se originan desde el propio pueblo. Existe la Ruta "Cascada de Sotillo" y la de "Peña Cueva", donde se encuentra un refugio de pastores, recientemente rehabilitado. También se puede ir a Cobreros por un camino tradicional.

## El castaño
Se encuentra en la subida al camino tradicional hacia Cobreros. Este centenario Castaño mide unos 5 metros de diámetro y unos 16 metros de circunferencia.